# Sepande
Sepande is een bestuurslaag in het regentschap Sidoarjo van de provincie Oost-Java, Indonesië. Sepande telt 8764 inwoners (volkstelling 2010).